# IC 2951
IC 2951 је спирална галаксија у сазвјежђу Лав која се налази на листи објеката дубоког неба у Индекс каталогу.
Деклинација објекта је + 19° 44' 59" а ректасцензија 11h 43m 24,4s. Привидна величина (магнитуда) објекта IC 2951 износи 13,6 а фотографска магнитуда 14,5. IC 2951 је још познат и под ознакама UGC 6688, MCG 3-30-61, CGCG 97-82, PGC 36436.